# Lola Cardona
Dolores Cardona Garín (Valencia, 27 de junio de 1936-Madrid, 30 de enero de 2006) fue una actriz española.

## Biografía

### Teatro
Comenzó su carrera artística sobre los escenarios siendo aún una niña en la ciudad de Valencia, donde su padre dirigía la coral El Micalet. Continuó trabajando en teatro, de la mano de Modesto Higueras y Ángel Fernández Montesinos, e interpreta obras como La viuda valenciana o La madriguera.
En 1960 interviene en la obra de éxito El gato y el canario e inmediatamente pasa a las órdenes de José Luis Alonso, con El anzuelo de Fenisa (1961). Otras piezas representadas a lo largo de su carrera incluyen:
- La sonata a Kreutzer con Fernando Fernán Gómez.
- Juana de Arco.
- El rinoceronte.
- El jardín de los cerezos.
- Otelo.
- El jardín de nuestra infancia (1955).
- El cenador (1960).
- El gato y el canario (1960), de John Willard.[1]
- El anzuelo de Fenisa (1961)[2]
- El milagro de Anna Sullivan (1961).
- Los caciques (1962).
- Juana de Lorena (1962).
- La difunta (1962) de Miguel de Unamuno
- Los árboles mueren de pie de Alejandro Casona; como Marta-Isabel (1963).[3]
- El jardín de los cerezos (1963), de Chéjov,[4]
- El señor Adrián, el primo (1966).
- El tragaluz (1967), con José María Rodero y Jesús Puente.
- Tres sombreros de copa (1969).
- Otelo (1971).
- El Buscón (1972).
- Viejos tiempos (1974),
- La vieja señorita del paraíso (1980).
- Caimán (1981).
- El álbum familiar (1982).
- Diálogo secreto (1984).
- Hay que deshacer la casa (1986), con Amparo Rivelles.
- Damas, el jueves (1988), junto a María Asquerino y Gemma Cuervo.
- El sí de las niñas (1996), de Leandro Fernández de Moratín con dirección de Miguel Narros y compartiendo escenario con Emilio Gutiérrez Caba.
- Los verdes campos del Edén (2004), de Antonio Gala, dirigida por Antonio Mercero.

### Televisión
Presente también en Televisión española desde los primeros años de emisión, su presencia fue habitual en espacios dramáticos emitidos en los años sesenta y setenta, como Holmes and Company (1960-1961), Tengo un libro en las manos (1966), Cuarto de estar (1966), Estudio 1, Teatro breve o Novela. Su última intervención televisiva se produjo en 1996 con la serie Yo, una mujer, de Antena 3, junto a Concha Velasco.

### Cine
Sus apariciones en la gran pantalla han sido mucho menos habituales que en teatro o televisión, si bien merecen destacarse algunos de los personajes interpretados. Debuta en el cine en 1961 con la adaptación de Fernán Gómez de la obra de Muñoz Seca La venganza de Don Mendo.
Únicamente intervendría en otros once títulos, entre los que figuran, sin embargo, obras tan notables de la cinematografía española como La prima Angélica (1974), de Carlos Saura, El Sur (1983), de Víctor Erice, La luna negra (1990), de Imanol Uribe y ¡Átame! (1990), de Pedro Almodóvar, donde interpretó a la directora del psiquiátrico.

## Premios
- Premio Moreno Ardanuy, por El milagro de Ana Sullivan.
- Premio Miguel Mihura, por Hay que deshacer la casa.
- Premio de las Artes Escénicas de la Generalidad Valenciana.
- Finalista del Premio Mayte por El sí de las niñas.